# Campionat d'Europa de bàsquet masculí de 2009
El XXXVI Campionat Europeu de Bàsquet Masculí se celebrà a Polònia entre el 7 i el 20 de setembre de 2009 sota la denominació Eurobasket 2009.
Un total de 16 països europeus competiren pel títol de campió europeu. Rússia era el vigent campió i defensor del títol.

## Països classificats
- Polònia - País amfitrió
- Rússia - Or a l'últim europeu
- Espanya - Plata a l'últim europeu
- Lituània - Bronze a l'últim europeu

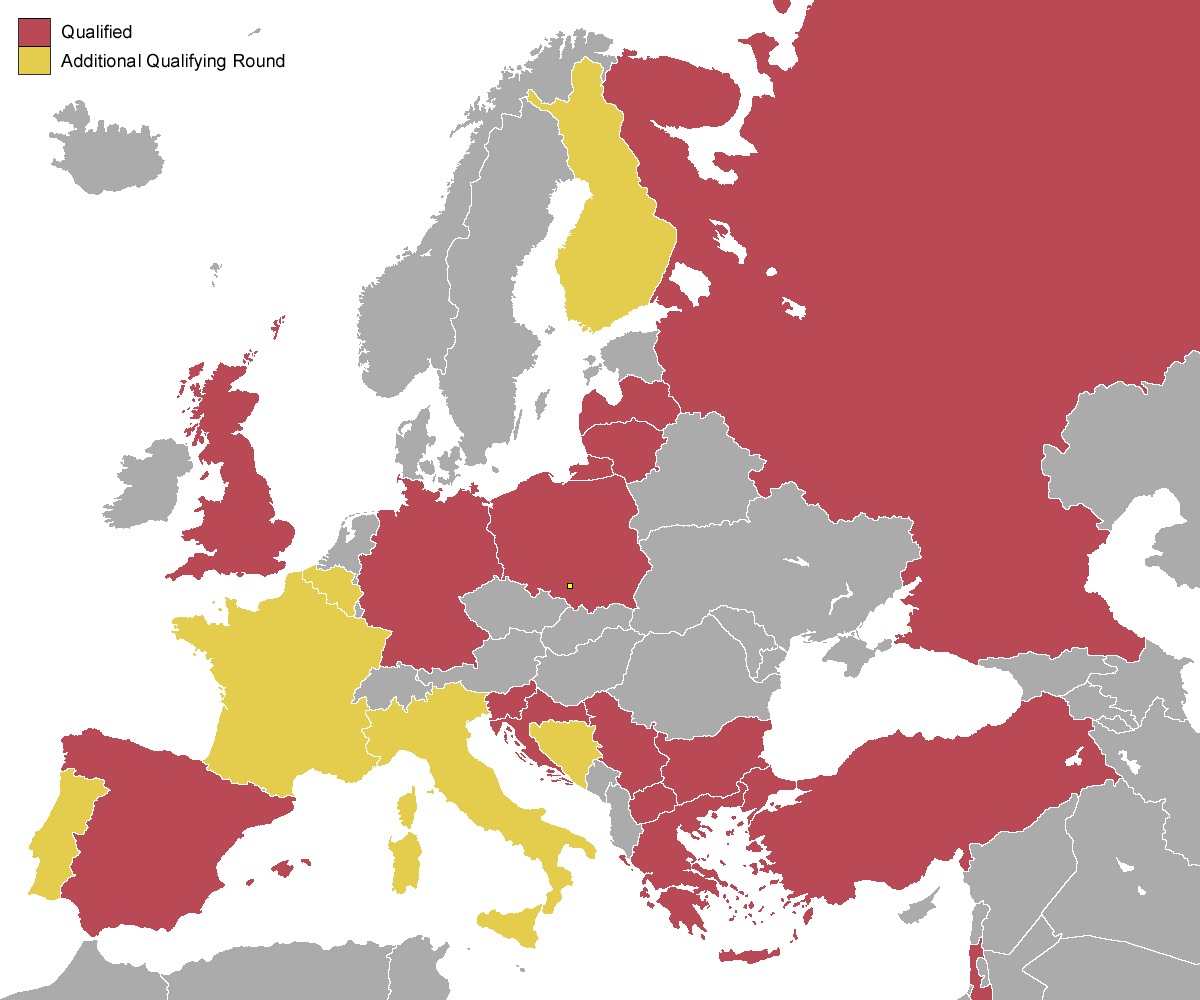
Països classificats automàticament (vermell) i països lluitant per la repesca (groc).

- Croàcia - Participant a Pequín 2008
- Alemanya - Participant a Pequín 2008
- Grècia - Participant a Pequín 2008
- Eslovènia - Quart millor equip europeu del preolímpic
- Bulgària - Ronda de classificació
- Regne Unit - Ronda de classificació
- Israel - Ronda de classificació
- Letònia - Ronda de classificació
- Macedònia del Nord - Ronda de classificació
- Sèrbia - Ronda de classificació
- Turquia - Ronda de classificació
- França - Repesca 30 d'agost

## Seus
| Fase          | Ciutat    | Instal·lació        | Capacitat |
| ------------- | --------- | ------------------- | --------- |
| Fase de grups | Gdańsk    | Hala Olivia         | 5.500     |
| Fase de grups | Poznań    | Hala Arena          | 4.200     |
| Fase de grups | Varsòvia  | Torwar Hall         | 4.838     |
| Fase de grups | Wrocław   | Centennial Hall     | 6.000     |
| Segona fase   | Bydgoszcz | Łuczniczka          | 8.000     |
| Segona fase   | Łódź      | Hala Wielofunkcyjna | 10.000    |
| Fase final    | Katowice  | Spodek              | 11.500    |

## Àrbitres
| - Robert Lottermoser - Thomas Einwaller - Ademir Zurapovic - Dimitar Gologanov - Sreten Radovic - Damir Javor - Matej Boltauzer - Daniel Hierrezuelo - Juan Arteaga - David Chambon - Roger Harrison - Christos Christodoulou - Làzaros Voreadis - Shmuel Bachar - Guerrino Cerebuch | - Olegs Latisevs - Romualdas Brazauskas - Tomas Jasevicius - Aleksander Milojevik - Zoran Sutulovic - Jakub Zamojski - Marek Cmikiewicz - Fernando Rocha - Ivo Dolinek - Serguei Mikhailov - Ilija Belosevic - Milivoje Jovcic - Engin Kennerman - Borys Ryzhyk |

## Primera ronda

### Grup A
| Equip              | J | G | P | T+  | T-  | DT  | PTS |
| ------------------ | - | - | - | --- | --- | --- | --- |
| Grècia             | 3 | 3 | 0 | 268 | 202 | +66 | 6   |
| Croàcia            | 3 | 2 | 1 | 235 | 226 | +9  | 5   |
| Macedònia del Nord | 3 | 1 | 2 | 207 | 246 | -39 | 4   |
| Israel             | 3 | 0 | 3 | 238 | 274 | -36 | 3   |

- Resultats

| Data Hora      | Pista Àrbitres                                                                | Partit                                                                                           | Partit                              | Partit                                                                       | Resultat |
| -------------- | ----------------------------------------------------------------------------- | ------------------------------------------------------------------------------------------------ | ----------------------------------- | ---------------------------------------------------------------------------- | -------- |
| 07.09.09 16:30 | Hala Arena, Poznań · Ivo Dolinek · Ilija Belosevic · Jakub Zamojski           | Macedònia del Nord · Pts. Massey 12 · Reb. Gečevski 6 · Ass. V. Stefanov 4                       | 1Q 13-28 2Q 15-24 3Q 09-17 4Q 17-17 | Grècia · Pts. Spanulis 17 · Reb. Burusis 8 · Ass. Calathes 5                 | 54 - 86  |
| 07.09.09 19:15 | Hala Arena, Poznań · Daniel Hierrezuelo · Zoran Sutulovic · Dimitar Gologanov | Croàcia · Pts. Vujčić 21 · Reb. Kasun, Planinić 7 · Ass. Planinić 3                              | 1Q 25-17 2Q 17-20 3Q 17-22 4Q 27-20 | Israel · Pts. Eliyahu 31 · Reb. Eliyahu 6 · Ass. Halperin 4                  | 86 - 79  |
| 08.09.09 16:30 | Hala Arena, Poznań · Ilija Belosevic · Daniel Hierrezuelo · Matej Boltauzer   | Israel · Pts. Burstein 25 · Reb. Mekel 7 · Ass. Burstein, Eliyahu 4                              | 1Q 19-17 2Q 20-23 3Q 16-20 4Q 24-22 | Macedònia del Nord · Pts. Antić 19 · Reb. V. Stefanov 8 · Ass. R. Stefanov 4 | 79 - 82  |
| 08.09.09 19:15 | Hala Arena, Poznań · Zoran Sutulovic · Ivo Dolinek · Dimitar Gologanov        | Grècia · Pts. Burusis 19 · Reb. Burusis 8 · Ass. Spanulis 3                                      | 1Q 20-15 2Q 32-16 3Q 13-16 4Q 11-21 | Croàcia · Pts. Ukić 15 · Reb. Banić 7 · Ass. Planinić 5                      | 76 - 68  |
| 09.09.09 16:30 | Hala Arena, Poznań · Ivo Dolinek · Daniel Hierrezuelo · Matej Boltauzer       | Macedònia del Nord · Pts. Stefanov, Sokolov, Massey 12 · Reb. Antić, Massey 10 · Ass. Stefanov 5 | 1Q 26-22 2Q 22-14 3Q 13-22 4Q 10-25 | Croàcia · Pts. Vujčić 12 · Reb. Rozić 6 · Ass. Planinić 7                    | 71 - 81  |
| 09.09.09 19:15 | Hala Arena, Poznań · Ilija Belosevic · Zoran Sutulovic · Jakub Zamojski       | Israel · Pts. Eliyahu 21 · Reb. Green, Eliyahu 8 · Ass. Eliyahu 4                                | 1Q 25-31 2Q 17-25 3Q 23-23 4Q 15-27 | Grècia · Pts. Spanulis 18 · Reb. Koufos 8 · Ass. Spanulis 5                  | 80 - 106 |

### Grup B
| Equip    | J | G | P | T+  | T-  | DT  | PTS |
| -------- | - | - | - | --- | --- | --- | --- |
| França   | 3 | 3 | 0 | 199 | 180 | +19 | 6   |
| Rússia   | 3 | 1 | 2 | 218 | 213 | +5  | 4   |
| Alemanya | 3 | 1 | 2 | 208 | 211 | -8  | 4   |
| Letònia  | 3 | 1 | 2 | 187 | 203 | -16 | 4   |

- Resultats

| Data Hora      | Pista Àrbitres                                                             | Partit                                                                 | Partit                              | Partit                                                           | Resultat |
| -------------- | -------------------------------------------------------------------------- | ---------------------------------------------------------------------- | ----------------------------------- | ---------------------------------------------------------------- | -------- |
| 07.09.09 16:30 | Hala Olivia, Gdańsk · Juan Arteaga · Roger Harrison · Damir Javor          | Rússia · Pts. McCarty 24 · Reb. McCarty 9 · Ass. Mónia 5               | 1Q 28-21 2Q 11-15 3Q 19-16 4Q 23-16 | Letònia · Pts. Kambala 22 · Reb. Biedriņš 6 · Ass. Valters 5     | 81 - 68  |
| 07.09.09 19:15 | Hala Olivia, Gdańsk · Milivoje Jovcic · Marek Cmikiewicz · Engin Kennerman | França · Pts. Parker 19 · Reb. Turiaf 14 · Ass. Parker 4               | 1Q 14-17 2Q 19-20 3Q 17-11 4Q 20-17 | Alemanya · Pts. Schultze 13 · Reb. Femerling 8 · Ass. Hamann 5   | 70 - 65  |
| 08.09.09 16:30 | Hala Olivia, Gdańsk · Milivoje Jovcic · Damir Javor · Engin Kennerman      | Alemanya · Pts. Jagla 19 · Reb. Jagla 11 · Ass. Schaffartzik, Hamann 4 | 1Q 26-12 2Q 19-19 3Q 15-19 4Q 16-23 | Rússia · Pts. Bíkov, McCarty 12 · Reb. McCarty 6 · Ass. Bíkov 3  | 76 - 73  |
| 08.09.09 19:15 | Hala Olivia, Gdańsk · Juan Arteaga · Marek Cmikiewicz · Tomas Jasevicius   | Letònia · Pts. Kambala 18 · Reb. Biedriņš 20 · Ass. Valters 3          | 1Q 08-13 2Q 13-03 3Q 16-25 4Q 14-19 | França · Pts. Parker 22 · Reb. Batum 8 · Ass. Diaw 5             | 51 - 60  |
| 09.09.09 16:30 | Hala Olivia, Gdańsk · Juan Arteaga · Milivoje Jovcic · Roger Harrison      | Rússia · Pts. McCarty 13 · Reb. Mozgov 5 · Ass. Ponkraixov 8           | 1Q 17-15 2Q 18-19 3Q 16-18 4Q 13-17 | França · Pts. Diaw 19 · Reb. Turiaf 14 · Ass. Diaw 7             | 64 - 69  |
| 09.09.09 19:15 | Hala Olivia, Gdańsk · Marek Cmikiewicz · Tomas Jasevicius · Damir Javor    | Alemanya · Pts. Greene 16 · Reb. Jagla 7 · Ass. Schffartzik 5          | 1Q 13-14 2Q 16-23 3Q 13-14 4Q 20-17 | Letònia · Pts. Janičenoks 14 · Reb. Biedriņš 9 · Ass. Helmanis 5 | 62 - 68  |

### Grup C
| Equip      | J | G | P | T+  | T-  | DT  | PTS |
| ---------- | - | - | - | --- | --- | --- | --- |
| Eslovènia  | 3 | 2 | 1 | 236 | 218 | +18 | 5   |
| Sèrbia     | 3 | 2 | 1 | 212 | 196 | +16 | 5   |
| Espanya    | 3 | 2 | 1 | 231 | 226 | +5  | 5   |
| Regne Unit | 3 | 0 | 3 | 135 | 156 | -21 | 3   |

- Resultats

| Data Hora      | Pista Àrbitres                                                                      | Partit                                                                          | Partit                                      | Partit                                                                   | Resultat |
| -------------- | ----------------------------------------------------------------------------------- | ------------------------------------------------------------------------------- | ------------------------------------------- | ------------------------------------------------------------------------ | -------- |
| 07.09.09 18:15 | Torwar Hall, Varsòvia · Làzaros Voreadis · David Chambon · Borys Ryzhyk             | Regne Unit · Pts. Mensah-Bonsu 18 · Reb. Mensah-Bonsu 6 · Ass. Archibald 5      | 1Q 15-27 2Q 20-10 3Q 12-14 4Q 12-21         | Eslovènia · Pts. E. Lorbek 19 · Reb. Nachbar, Lakovič 6 · Ass. Lakovič 6 | 59 - 72  |
| 07.09.09 21:00 | Torwar Hall, Varsòvia · Romualdas Brazauskas · Robert Lottermoser · Olegs Latisevs  | Sèrbia · Pts. Krstic 17 · Reb. Veličković 8 · Ass. Teodosić 3                   | 1Q 15-12 2Q 23-11 3Q 18-14 4Q 10-20         | Espanya · Pts. Navarro 14 · Reb. M. Gasol 9 · Ass. Rubio, López 3        | 66 - 57  |
| 08.09.09 18:15 | Torwar Hall, Varsòvia · Romualdas Brazauskas · Làzaros Voreadis · Serguei Mikhailov | Eslovènia · Pts. Nachbar 17 · Reb. Nachbar 9 · Ass. E. Lorbek 4                 | 1Q 22-15 2Q 17-14 3Q 21-15 4Q 20-25         | Sèrbia · Pts. Teodosić 14 · Reb. Tepić, Bjelica 5 · Ass. Teodosić 6      | 80 - 69  |
| 08.09.09 21:00 | Torwar Hall, Varsòvia · Robert Lottermoser · David Chambon · Borys Ryzhyk           | Espanya · Pts. P. Gasol 27 · Reb. P. Gasol 11 · Ass. Rubio 6                    | 1Q 25-15 2Q 19-20 3Q 22-21 4Q 18-20         | Regne Unit · Pts. Hart 15 · Reb. Hart 8 · Ass. Hart 3                    | 84 - 76  |
| 09.09.09 18:15 | Torwar Hall, Varsòvia · Romualdas Brazauskas · David Chambon · Olegs Latisevs       | Espanya · Pts. Navarro 21 · Reb. P. Gasol 9 · Ass. Navarro, P. Gasol, Cabezas 3 | 1Q 18-20 2Q 25-15 3Q 19-14 4Q 16-29 OT 12-6 | Eslovènia · Pts. Dragić 19 · Reb. E. Lorbek 10 · Ass. Lakovič 3          | 90 - 84  |
| 09.09.09 21:00 | Torwar Hall, Varsòvia · Làzaros Voreadis · Robert Lottermoser · Serguei Mikhailov   | Regne Unit · Pts. Reinking 21 · Reb. Archibald 7 · Ass. Sullivan 3              | 1Q 12-21 2Q 17-18 3Q 15-19 4Q 15-19         | Sèrbia · Pts. Tepić, Krstić 17 · Reb. Bjelica 8 · Ass. Teodosić 4        | 59 - 77  |

### Grup D
| Equip    | J | G | P | T+  | T-  | DT  | PTS |
| -------- | - | - | - | --- | --- | --- | --- |
| Turquia  | 3 | 3 | 0 | 265 | 211 | +54 | 6   |
| Polònia  | 3 | 2 | 1 | 245 | 240 | +5  | 5   |
| Lituània | 3 | 1 | 2 | 235 | 239 | -4  | 4   |
| Bulgària | 3 | 0 | 3 | 213 | 268 | -55 | 3   |

- Resultats

| Data Hora      | Pista Àrbitres                                                                            | Partit                                                                           | Partit                              | Partit                                                                            | Resultat |
| -------------- | ----------------------------------------------------------------------------------------- | -------------------------------------------------------------------------------- | ----------------------------------- | --------------------------------------------------------------------------------- | -------- |
| 07.09.09 18:15 | Centennial Hall, Wrocław · Shmuel Bachar · Christos Christodoulou · Ademir Zurapovic      | Polònia · Pts. Logan 23 · Reb. Gortat 10 · Ass. Logan 9                          | 1Q 32-21 2Q 20-16 3Q 23-21 4Q 15-20 | Bulgària · Pts. Rowland 20 · Reb. Evtimov 10 · Ass. Stoykov, Videnov 3            | 90 - 78  |
| 07.09.09 21:15 | Centennial Hall, Wrocław · Sreten Radovic · Guerrino Cerebuch · Fernando Rocha            | Turquia · Pts. Türkoğlu 19 · Reb. Ilyasova 6 · Ass. Türkoğlu, Arslan 3           | 1Q 19-22 2Q 20-17 3Q 24-19 4Q 21-18 | Lituània · Pts. Petravicius 21 · Reb. Lavrinovic, Kleiza 4 · Ass. Delininkaitis 3 | 84 - 76  |
| 08.09.09 18:15 | Centennial Hall, Wrocław · Christos Christodoulou · Sreten Radovic · Aleksandar Milojevik | Lituània · Pts. Jasaitis 21 · Reb. Kleiza 7 · Ass. Jomantas 5                    | 1Q 23-25 2Q 09-17 3Q 18-18 4Q 25-26 | Polònia · Pts. Lampe 22 · Reb. Gortat 17 · Ass. Szubarga 8                        | 75 - 86  |
| 08.09.09 21:15 | Centennial Hall, Wrocław · Guerrino Cerebuch · Shmuel Bachar · Fernando Rocha             | Bulgària · Pts. Rowland 15 · Reb. Stoykov 6 · Ass. Rowland 4                     | 1Q 15-24 2Q 13-29 3Q 24-19 4Q 14-22 | Turquia · Pts. Arslan 17 · Reb. Savaş, Ilyasova, Aşık 7 · Ass. Kerem Tunçeri 7    | 66 - 94  |
| 09.09.09 18:15 | Centennial Hall, Wrocław · Shmuel Bachar · Sreten Radovic · Aleksandar Milojevik          | Polònia · Pts. Gortat 21 · Reb. Gortat, Lampe 7 · Ass. Logan 4                   | 1Q 17-24 2Q 17-21 3Q 21-21 4Q 14-21 | Turquia · Pts. Aşık 22 · Reb. Aşık, Ilyasova, Türkoğlu 8 · Ass. Tunçeri 4         | 69 - 87  |
| 09.09.09 21:15 | Centennial Hall, Wrocław · Christos Christodoulou · Guerrino Cerebuch · Ademir Zurapovic  | Lituània · Pts. Lavrinovič 16 · Reb. Petravičius 8 · Ass. Lavrinovič, Jomantas 4 | 1Q 25-22 2Q 16-19 3Q 16-15 4Q 27-13 | Bulgària · Pts. Rowland 18 · Reb. Evtimov 13 · Ass. Rowland 3                     | 84 - 69  |

## Segona ronda

### Grup E
| Equip              | J | G | P | T+  | T-  | DT  | PTS |
| ------------------ | - | - | - | --- | --- | --- | --- |
| França             | 5 | 5 | 0 | 380 | 334 | +46 | 10  |
| Rússia             | 5 | 3 | 2 | 338 | 338 | +0  | 8   |
| Grècia             | 5 | 3 | 2 | 380 | 337 | +43 | 8   |
| Croàcia            | 5 | 2 | 3 | 357 | 364 | -7  | 7   |
| Macedònia del Nord | 5 | 1 | 4 | 337 | 396 | -59 | 6   |
| Alemanya           | 5 | 1 | 4 | 360 | 383 | -23 | 6   |

- Resultats

| Data Hora      | Pista Àrbitres                                                                  | Partit                                                                                | Partit                              | Partit                                                                                             | Resultat |
| -------------- | ------------------------------------------------------------------------------- | ------------------------------------------------------------------------------------- | ----------------------------------- | -------------------------------------------------------------------------------------------------- | -------- |
| 11.09.09 15:45 | Łuczniczka, Bydgoszcz · Ilija Belosevic · Marek Cmikiewicz · Matej Boltauzer    | Rússia · Pts. Mozgov 18 · Reb. Mozgov 8 · Ass. Bíkov 7                                | 1Q 16-16 2Q 12-10 3Q 14-16 4Q 20-17 | Croàcia · Pts. Kasun 13 · Reb. Banić 7 · Ass. Planinić, Vujčić, Ukić 3                             | 62 - 59  |
| 11.09.09 18:45 | Łuczniczka, Bydgoszcz · Juan Arteaga · Milivoje Jovcic · Dimitar Gologanov      | Alemanya · Pts. Schaffartzik 23 · Reb. Jagla 7 · Ass. Hamann, Schaffartzik 3          | 1Q 19-25 2Q 14-16 3Q 17-20 4Q 26-23 | Grècia · Pts. Spanulis 20 · Reb. Perpéroglu 5 · Ass. Spanulis 7                                    | 76 - 84  |
| 11.09.09 21:00 | Łuczniczka, Bydgoszcz · Romualdas Brazauskas · Damir Javor · Engin Kennerman    | França · Pts. Pietrus, Colo 14 · Reb. Traore 6 · Ass. Diaw 4                          | 1Q 24-09 2Q 25-09 3Q 18-17 4Q 16-22 | Macedònia del Nord · Pts. Sokolov, Massey, Gečevski 9 · Reb. Samardžiski 8 · Ass. 7 jugadors amb 1 | 83 - 57  |
| 13.09.09 15:45 | Łuczniczka, Bydgoszcz · Daniel Hierrezuelo · Tomas Jasevicius · Matej Boltauzer | Macedònia del Nord · Pts. V. Stefanov 25 · Reb. Gečevski, Antić 6 · Ass. Mirakovski 3 | 1Q 18-14 2Q 18-22 3Q 26-14 4Q 24-25 | Alemanya · Pts. Staiger 14 · Reb. Schultze 7 · Ass. Schaffartzik 5                                 | 86 - 75  |
| 13.09.09 18:45 | Łuczniczka, Bydgoszcz · Ivo Dolinek · Damir Javor · Jakub Zamojski              | Grècia · Pts. Skhortsianitis 13 · Reb. Fotsis 9 · Ass. Spanulis 7                     | 1Q 12-21 2Q 20-18 3Q 15-09 4Q 18-20 | Rússia · Pts. McCarty 17 · Reb. McCarty 9 · Ass. Ponkraixov 7                                      | 65 - 68  |
| 13.09.09 21:00 | Łuczniczka, Bydgoszcz · Milivoje Jovcic · Marek Cmikiewicz · Roger Harrison     | Croàcia · Pts. Popović 30 · Reb. Stojić 5 · Ass. Kus, Planinić 3                      | 1Q 21-19 2Q 25-22 3Q 10-22 4Q 23-24 | França · Pts. Parker 24 · Reb. Parker 6 · Ass. Parker, Diaw 6                                      | 79 - 87  |
| 15.09.09 15:45 | Łuczniczka, Bydgoszcz · Juan Arteaga · Milivoje Jovcic · Engin Kennerman        | Rússia · Pts. Mozgov 25 · Reb. Mozgov 11 · Ass. Ponkraixov 7                          | 1Q 14-10 2Q 19-19 3Q 16-20 4Q 22-20 | Macedònia del Nord · Pts. Antić 19 · Reb. Antić 10 · Ass. V. Stefanov 4                            | 71 - 69  |
| 15.09.09 18:15 | Łuczniczka, Bydgoszcz · Ilija Belosevic · Daniel Hierrezuelo · Tomas Jasevicius | França · Pts. Koffi 14 · Reb. Koffi 6 · Ass. Jeanneau, Parker, Traore 2               | 1Q 18-21 2Q 23-13 3Q 15-19 4Q 15-16 | Grècia · Pts. Spanulis 16 · Reb. Burusis 10 · Ass. Perpéroglu 4                                    | 71 - 69  |
| 15.09.09 21:00 | Łuczniczka, Bydgoszcz · Romualda Brazauskas · Ivo Dolinek · Matej Boltauzer     | Alemanya · Pts. Schaffartzik 18 · Reb. Jagla 5 · Ass. Hamann 7                        | 1Q 19-20 2Q 13-17 3Q 18-12 4Q 18-21 | Croàcia · Pts. Ukić 18 · Reb. Banić 7 · Ass. Planinić 4                                            | 68 - 70  |

### Grup F
| Equip     | J | G | P | T+  | T-  | DT  | PTS |
| --------- | - | - | - | --- | --- | --- | --- |
| Eslovènia | 5 | 4 | 1 | 390 | 344 | +46 | 9   |
| Turquia   | 5 | 4 | 1 | 370 | 338 | +32 | 9   |
| Sèrbia    | 5 | 3 | 2 | 365 | 357 | +8  | 8   |
| Espanya   | 5 | 3 | 2 | 381 | 351 | +30 | 8   |
| Polònia   | 5 | 1 | 4 | 355 | 405 | -50 | 6   |
| Lituània  | 5 | 0 | 5 | 358 | 424 | -66 | 5   |

- Resultats

| Data Hora      | Pista Àrbitres                                                                          | Partit                                                                 | Partit                                       | Partit                                                                          | Resultat |
| -------------- | --------------------------------------------------------------------------------------- | ---------------------------------------------------------------------- | -------------------------------------------- | ------------------------------------------------------------------------------- | -------- |
| 12.09.09 15:45 | Hala Wielofunkcyjna, Łódź · Shmuel Bachar · Sreten Radovic · Robert Lottermoser         | Turquia · Pts. Ilyasova 15 · Reb. Erden 6 · Ass. Türkoğlu 3            | 1Q 20-22 2Q 16-12 3Q 13-14 4Q 14-12          | Espanya · Pts. P. Gasol, Fernández 16 · Reb. P. Gasol 9 · Ass. Navarro, Rubio 3 | 63 - 60  |
| 12.09.09 18:15 | Hala Wielofunkcyjna, Łódź · Christos Christodoulou · Guerrino Cerebuch · Fernando Rocha | Polònia · Pts. Koszarek, Gortat 16 · Reb. Gortat 9 · Ass. Logan 6      | 1Q 22-23 2Q 14-20 3Q 17-19 4Q 19-15          | Sèrbia · Pts. Krstić 18 · Reb. Krstić 8 · Ass. Teodosić 4                       | 77 - 72  |
| 12.09.09 21:00 | Hala Wielofunkcyjna, Łódź · Zoran Sutulovic · Làzaros Voreadis · Olegs Latisevs         | Lituània · Pts. Kalnietis 15 · Reb. Lavrinovič 7 · Ass. Kleiza 3       | 1Q 18-28 2Q 08-15 3Q 13-19 4Q 19-19          | Eslovènia · Pts. Lakovič 24 · Reb. E. Lorbek 8 · Ass. Golemac 5                 | 58 - 81  |
| 14.09.09 15:45 | Hala Wielofunkcyjna, Łódź · Sreten Radovic · Zoran Sutulovic · Ademir Zurapovic         | Espanya · Pts. P. Gasol 19 · Reb. P. Gasol 8 · Ass. Rubio 9            | 1Q 15-24 2Q 25-08 3Q 24-11 4Q 20-27          | Lituània · Pts. Petravicius 13 · Reb. Petravicius 8 · Ass. Delininkaitis 5      | 84 - 70  |
| 14.09.09 18:15 | Hala Wielofunkcyjna, Łódź · Shmuel Bachar · David Chambon · Aleksander Milojevik        | Eslovènia · Pts. E. Lorbek 20 · Reb. E. Lorbek 9 · Ass. Lakovič 6      | 1Q 11-17 2Q 20-12 3Q 22-11 4Q 23-20          | Polònia · Pts. Szewczyk, Logan 15 · Reb. Gortat 10 · Ass. Koszarek 4            | 76 - 60  |
| 14.09.09 21:00 | Hala Wielofunkcyjna, Łódź · Guerrino Cerebuch · Làzaros Voreadis · Serguei Mikhailov    | Sèrbia · Pts. Teodosić 16 · Reb. Bjelica 8 · Ass. Teodosić 8           | 1Q 18-20 2Q 15-16 3Q 19-19 4Q 12-09 OT 00-05 | Turquia · Pts. İlyasova 22 · Reb. İlyasova 11 · Ass. Tunçeri 7                  | 64 - 69  |
| 16.09.09 15:45 | Hala Wielofunkcyjna, Łódź · Christos Christodoulou · Fernando Rocha · David Chambon     | Lituània · Pts. Mačiulis 20 · Reb. Lavrinovič 8 · Ass. Delininkaitis 4 | 1Q 19-23 2Q 18-18 3Q 24-22 4Q 18-26          | Sèrbia · Pts. Teodosić 20 · Reb. Bjelica 8 · Ass. Teodosić 12                   | 79 - 89  |
| 16.09.09 18:15 | Hala Wielofunkcyjna, Łódź · Shmuel Bachar · Làzaros Voreadis · Olegs Latisevs           | Polònia · Pts. Logan 20 · Reb. Gortat 12 · Ass. Koszarek 7             | 1Q 14-23 2Q 12-19 3Q 20-29 4Q 22-19          | Espanya · Pts. Navarro 23 · Reb. Reyes, M. Gasol 7 · Ass. Rubio 4               | 68 - 90  |
| 16.09.09 21:00 | Hala Wielofunkcyjna, Łódź · Zoran Sutulovic · Borys Ryzhyk · Robert Lottermoser         | Turquia · Pts. Ilyasova 16 · Reb. Ilyasova 7 · Ass. Ilyasova 4         | 1Q 15-24 2Q 17-15 3Q 20-18 4Q 15-12          | Eslovènia · Pts. Nachbar 16 · Reb. E. Lorbek 6 · Ass. E. Lorbek 5               | 67 - 69  |

## Fase final
|  | Quarts de final           | Quarts de final           |                           |           | Semifinals  | Semifinals  |  |  | Final                     | Final |
|  |                           |                           |                           |           |             |             |  |  |                           |       |
|  | 17 de setembre - Katowice |                           |                           |           |             |             |  |  |                           |       |
|  |                           |                           |                           |           |             |             |  |  |                           |       |
|  | França                    | 66                        |                           |           |             |             |  |  |                           |       |
|  | França                    | 66                        | 19 de setembre - Katowice |           |             |             |  |  |                           |       |
|  | Espanya                   | 86                        |                           |           |             |             |  |  |                           |       |
|  | Espanya                   | 86                        | Espanya                   | 82        |             |             |  |  |                           |       |
|  | 18 de setembre - Katowice |                           | Espanya                   | 82        |             |             |  |  |                           |       |
|  |                           | Grècia                    | 64                        |           |             |             |  |  |                           |       |
|  | Turquia                   | Grècia                    | 64                        | 74        |             |             |  |  |                           |       |
|  | Turquia                   |                           | 20 de setembre - Katowice | 74        |             |             |  |  |                           |       |
|  | Grècia                    | 76                        |                           |           |             |             |  |  |                           |       |
|  | Grècia                    | 76                        | Espanya                   | 85        |             |             |  |  |                           |       |
|  | 17 de setembre - Katowice |                           | Espanya                   | 85        |             |             |  |  |                           |       |
|  |                           | Sèrbia                    | 63                        |           |             |             |  |  |                           |       |
|  | Rússia                    | Sèrbia                    | 63                        | 68        |             |             |  |  |                           |       |
|  | Rússia                    | 19 de setembre - Katowice |                           | 68        |             |             |  |  |                           |       |
|  | Sèrbia                    | 79                        |                           |           |             |             |  |  |                           |       |
|  | Sèrbia                    | 79                        | Sèrbia                    | 96        | Tercer lloc | Tercer lloc |  |  |                           |       |
|  | 18 de setembre - Katowice |                           | Sèrbia                    | 96        | Tercer lloc | Tercer lloc |  |  |                           |       |
|  |                           | Eslovènia                 | 92                        |           |             |             |  |  |                           |       |
|  | Eslovènia                 | Eslovènia                 | 92                        | 67        | Grècia      | 57          |  |  |                           |       |
|  | Eslovènia                 |                           |                           | 67        | Grècia      | 57          |  |  |                           |       |
|  | Croàcia                   | 65                        |                           | Eslovènia | 56          |             |  |  |                           |       |
|  | Croàcia                   | 65                        |                           |           | 56          |             |  |  |                           |       |
|  |                           |                           |                           |           |             |             |  |  | 20 de setembre - Katowice |       |
|  |                           |                           |                           |           |             |             |  |  |                           |       |

### Quarts de final
| 17 de setembre del 2009, 18:15                               |                                           |                                                                                   |                                                                        |
| Rússia · Pts. Fridzon 15 · Reb. Mozgov 6 · Ass. Ponkraixov 4 | 68-79 1Q 24-21 2Q 04-20 3Q 15-13 4Q 25-25 | Sèrbia · Pts. Tripković 18 · Reb. Veličković, Paunić, Bjelica 5 · Ass. Teodosić 4 | Spodek, Katowice · Juan Arteaga · Christos Christodoulou · Ivo Dolinek |
|                                                              |                                           |                                                                                   | Spodek, Katowice · Juan Arteaga · Christos Christodoulou · Ivo Dolinek |

| 17 de setembre del 2009, 21:00                        |                                           |                                                                      |                                                                       |
| França · Pts. Turiaf 12 · Reb. Diaw 6 · Ass. Parker 3 | 66-86 1Q 15-25 2Q 17-22 3Q 10-26 4Q 14-13 | Espanya · Pts. P. Gasol 28 · Reb. P. Gasol 9 · Ass. Navarro, Rubio 4 | Spodek, Katowice · Ivica Belosevic · Zoran Sutulovic · Sreten Radovic |
|                                                       |                                           |                                                                      | Spodek, Katowice · Ivica Belosevic · Zoran Sutulovic · Sreten Radovic |

| 18 de setembre del 2009, 18:15                                      |                                                    |                                                              |                                                                         |
| Turquia · Pts. Türkoğlu, Onan 13 · Reb. Ilyasova 7 · Ass. Tunçeri 5 | 74-76 1Q 14-17 2Q 12-12 3Q 20-18 4Q 19-18 OT 09-11 | Grècia · Pts. Spanulis 23 · Reb. Fotsis 13 · Ass. Spanulis 7 | Spodek, Katowice · Shmuel Bachart · Guerrino Cerebuch · Milivoje Jovcic |
|                                                                     |                                                    |                                                              | Spodek, Katowice · Shmuel Bachart · Guerrino Cerebuch · Milivoje Jovcic |

| 18 de setembre del 2009, 21:00                                    |                                           |                                                              |                                                                                 |
| Eslovènia · Pts. E. Lorbek 27 · Reb. E. Lorbek 8 · Ass. Lakovič 5 | 67-65 1Q 18-25 2Q 21-22 3Q 14-03 4Q 14-15 | Croàcia · Pts. Ukič 21 · Reb. 7 jugadors amb 3 · Ass. Ukič 5 | Spodek, Katowice · Romualdas Brazauskas · Làzaros Voreadis · Daniel Hierrezuelo |
|                                                                   |                                           |                                                              | Spodek, Katowice · Romualdas Brazauskas · Làzaros Voreadis · Daniel Hierrezuelo |

### 5è i 8è lloc
| 19 de setembre del 2009, 12:00                            |                                           |                                                                     |                                                                          |
| França · Pts. Parker 28 · Reb. Pietrus 6 · Ass. Parker 10 | 80-68 1Q 12-26 2Q 20-17 3Q 29-16 4Q 19-09 | Turquia · Pts. Türkoğlu 13 · Reb. Aşık 9 · Ass. Tunçeri, Türkoğlu 3 | Spodek, Katowice · Daniel Hierrezuelo · Milivoje Jovcic · Olegs Latisevs |
|                                                           |                                           |                                                                     | Spodek, Katowice · Daniel Hierrezuelo · Milivoje Jovcic · Olegs Latisevs |

| 19 de setembre del 2009, 14:15                                     |                                           |                                                   |                                                                              |
| Rússia · Pts. Mónia 18 · Reb. McCarty 7 · Ass. Bíkov, Ponkraixov 5 | 69-76 1Q 14-18 2Q 27-15 3Q 15-25 4Q 13-18 | Croàcia · Pts. Ukić 18 · Reb. Kus 5 · Ass. Ukić 8 | Spodek, Katowice · Christos Christodoulou · Zoran Sutulovic · Fernando Rocha |
|                                                                    |                                           |                                                   | Spodek, Katowice · Christos Christodoulou · Zoran Sutulovic · Fernando Rocha |

### Semifinals
| 19 de setembre del 2009, 18:30                             |                                           |                                                                                                |                                                                             |
| Espanya · Pts. P. Gasol 18 · Reb. Reyes 7 · Ass. Cabezas 4 | 82-64 1Q 26-21 2Q 23-19 3Q 15-11 4Q 18-13 | Grècia · Pts. Burusis 11 · Reb. Antonios Fotsis1Fotsis 10 · Ass. Spanulis, Burusis, Calathes 2 | Spodek, Katowice · Guerrino Cerebuch · Ilija Belosevic · Robert Lottermoser |
|                                                            |                                           |                                                                                                | Spodek, Katowice · Guerrino Cerebuch · Ilija Belosevic · Robert Lottermoser |

| 19 de setembre del 2009, 21:00                                                       |                                                    |                                                                    |                                                                     |
| Sèrbia · Pts. Teodosić 32 · Reb. Marković 8 · Ass. Teodosić, Marković, Veličković 32 | 96-92 1Q 11-19 2Q 24-26 3Q 21-12 4Q 23-22 OT 17-13 | Eslovènia · Pts. E. Lorbek 25 · Reb. E. Lorbek 10 · Ass. Lakovič 5 | Spodek, Katowice · Juan Arteaga · Sreten Radovic · Tomas Jasevicius |
|                                                                                      |                                                    |                                                                    | Spodek, Katowice · Juan Arteaga · Sreten Radovic · Tomas Jasevicius |

### 7è i 8è lloc
| 20 de setembre del 2009, 12:00                       |                                           |                                                                          |                    |
| Turquia · Pts. Aşık 24 · Reb. Aşık 11 · Ass. Atsür 5 | 66-89 1Q 18-26 2Q 22-25 3Q 19-17 4Q 07-21 | Rússia · Pts. Fridzon 26 · Reb. Kurbanov 7 · Ass. Ponkraixov, Kurbanov 7 | Spodek, Katowice · |
|                                                      |                                           |                                                                          | Spodek, Katowice · |

### 5è i 6è lloc
| 20 de setembre del 2009, 14:15                      |                                           |                                                         |                    |
| França · Pts. Diot 18 · Reb. Koffi 8 · Ass. Batum 8 | 69-62 1Q 21-12 2Q 13-12 3Q 12-17 4Q 23-21 | Croàcia · Pts. Kus 18 · Reb. Nicević 8 · Ass. Popović 8 | Spodek, Katowice · |
|                                                     |                                           |                                                         | Spodek, Katowice · |

### 3r i 4t lloc
| 20 de setembre del 2009, 18:30                                     |                                           |                                                                |                    |
| Grècia · Pts. Skhortsianitis 23 · Reb. Burusis 7 · Ass. Calathes 4 | 57-56 1Q 16-13 2Q 15-11 3Q 11-13 4Q 15-19 | Eslovènia · Pts. Lakovič 16 · Reb. E. Lorbek 9 · Ass. Slokar 4 | Spodek, Katowice · |
|                                                                    |                                           |                                                                | Spodek, Katowice · |

### Final
| 20 de setembre del 2009, 21:15                                   |                                           |                                                                            |                    |
| Espanya · Pts. P. Gasol 18 · Reb. P. Gasol 11 · Ass. Garbajosa 4 | 85-63 1Q 24-14 2Q 28-15 3Q 15-15 4Q 18-19 | Sèrbia · Pts. Tripković, Veličković 15 · Reb. Veličković 5 · Ass. Krstić 3 | Spodek, Katowice · |
|                                                                  |                                           |                                                                            | Spodek, Katowice · |

## Cinc ideal
| Vasílios Spanulis |
| Miloš Teodosić    |
| Rudy Fernández    |
| Erazem Lorbek     |
| Pau Gasol         |

## Classificació final
| 1. Espanya             |
| 2. Sèrbia              |
| 3. Grècia              |
| 4. Eslovènia           |
| 5. França              |
| 6. Croàcia             |
| 7. Rússia              |
| 8. Turquia             |
| 9. Polònia             |
| 10. Macedònia del Nord |
| 11. Alemanya           |
| 12. Lituània           |
| 13. Letònia            |
| 14. Israel             |
| 15. Regne Unit         |
| 16. Bulgària           |

| Precedit per: Espanya 2007 | Eurobasket 2009 | Succeït per: Lituània 2011 |